# A Heist with Markiplier
Az A Heist With Markiplier egy 2019-es, Mark Edward Fischbach (művésznevén Markiplier) által írt és forgatott interaktív film. A film premierje ingyenes volt a YouTube Premiumon 2019. október 30-án. A filmben szerepel Fischbach, Rosanna Pansino, Matthew Patrick, és Chance Morris is.

## Stáb
- Mark Edward Fischbach – Mark
- Rosanna Pansino – Tudós
- Matthew Patrick –  Hermit
- Chance Morris – Ed
- Gavin Free – 1. biztonsági őr
- Dan Gruchy – 2. biztonsági őr Security Guard 2
- Bob Muyskens – 3. biztonsági őr / Bob / Bubba
- Wade Barnes – 4. biztonsági őr / Wade / Wubba
- Mick Lauer –  Warden
- Michael Gregory –  Bam Bam

## Forgatás
2018. végén Fischbach sokkal ambiciózusabb anyagokat akart feltenni a  Youtube-csatornájára, így megírta az A Heist With Markiplier forgatókönyvét, aminek 31 végződése volt. A megfilmesítésben Rooster Teeth segített neki. A film elkészítését a YouTube Premium, a film terjesztője finanszírozta meg. Miután a Netflixen sikerrel lement a Black Mirror: Bandersnatch, a YouTube meg akarta csinálni a saját interaktiv videós projektjét.
A forgatás a texasi Austinban zajlott. A forgatés nagyjából egy hónapig tartott, 2019. május–júniusban.

### A Date With Markiplier
2017-ben Fischbach egy speciális YouTube-videót akart csinálni Valentin-napra, így arra az elhatározásra jutott, hogy csinál egy interaktív videót, ahol a néző elmehetne vele egy randevúra, és ő válogathatna az elmesélt randik közül. Ehhez tíz végtörténetet talált ki, és összességében 90 millió nézőt hozott a filmjéhez. Ez adott elég inspirációt ahhoz, hogy Fischbach elkészítse az A Heist With Markiplier fikmet.

## Fogadtatás

### Kritikai fogadtatás
Az A Heist With Markiplier nagyon jó kritikákat kapott. A Clark Chronicle-nek írt kritikájában Griselda Eychaner  azt írta: "Ez az, ami ezeket a sorozatokat különlegesé teszi a YouTube-on: ezt a nézőnek készítették. A történetet TE találod ki. És ez egy teljesen értelmetlen irányba megy el, attól függetlenül hogy döntesz. Így azt csinálhatsz, amit akarsz, és nem kell tartanod a következményektől.”

### Vitás területek
2019. november 6-án, egy héttel a film megjelenése után, Fischbach egy interaktív livestream vetítette  le a YouTube-on a filmet. A csatorna fizetős tagjai piros vagy zöld evezővel tudták jelezni, mit gondolnak az adott részről. A tervek szerint a közvetítés egy interaktív élmény lett volna, de a YouTube több száz olyan fiókot blokkolt, melyek visszajelzést küldtek a film közben. Majdnem másfél órája tartott az adás, mikor a moderátorok észrevették, hogy a szavazások manipulálva vannak.
Sok YouTube-felhasználót és magát Fischbachot is elszomorította a szituáció. Fischbach elmondása szerint nem csak kitiltottak fiókokat, hanem előfizetések tűntek el, tartalmakat töröltek, és nem csak a YouTube-on töröltek fiókokat. Teljes Google-fiókokat függesztettek fel, és sok olyan fellebbezést, melyben a megszűnt fiókok helyreállítását kérték, elutasították. Végül a fiókokat újra aktiválták, de így is kár keletkezett.
Végül 2019. november 11-én Fischbach egy nyilatkozatot tett közzé, mely szerint beszélt erről a YouTube-bal, és dolgoznak a megoldáson.

## Lehetséges folytatás
Az A Heist With Markiplier sikere után Fischbach egy 2019. decemberi interjúban elárulta, hogy gondolkodnak egy folytatáson. Azt mondta: „Ha újra csinálom, és újra csinálhatom, jobban csinálnám, mint tettem legutóbb. Még nincs ötletem, mit jelent ez, és nincs ötletem, hogyan mondjam, de tudjátok, ha még egyszer csinálhatnám, jobb akarnék lenni az előbbi énemnél.”

## Fordítás
Ez a szócikk részben vagy egészben  az   A Heist with Markiplier című angol Wikipédia-szócikk fordításán alapul.  Az eredeti cikk szerkesztőit annak laptörténete sorolja fel. Ez a jelzés csupán a megfogalmazás eredetét és a szerzői jogokat jelzi, nem szolgál a cikkben szereplő információk forrásmegjelöléseként.